# Омори-рю
Омори-рю (яп. 大森流) — древняя школа иайдзюцу, классическое боевое искусство Японии, основанное между 1546 и 1621 годами мастером по имени Омори Рокуродзаэмон Масамицу. Техники, разработанные мастером Масамицу, были позднее объединены с техническим арсеналом школы Хасэгава Эйсин-рю и изучаются на сегодняшний день в таких стилях боевых искусств, как Мусо Дзикидэн Эйсин-рю и Мусо Синдэн-рю.

## История
Школа Омори-рю была основана между 1546 и 1621 годами (ранний период Эдо) мастером по имени Омори Рокуродзаэмон Масамицу (яп. 大森 六郎左衛門 正光). Изначально Омори обучался техникам иайдзюцу под руководством Хасэгава Эйсина, 7-го главы школы Синмэй Мусо-рю и основателя Хасэгава Эйсин-рю. Кроме того он обучался искусству кэндзюцу в школе Ягю Синкагэ-рю. Позже он был исключен своим же учителем по личным причинам и приступил к разработке собственного стиля. В частности, Масамицу не был согласен с использованием татэ-хидза и тати-ай как практичной позиции для изъятия меча из ножен. По этой причине он создал собственное ката из позиции сэйдза, о которой узнал в школе этикета Огасавара-рю. Несмотря на то, что сами методы были переняты из технического арсенала школы Хасэгавы, тем не менее они были изменены в соответствии с пятью формами движений меча («Сая но Ути Батто Гохан») школы Ягю Синкагэ-рю. Разработав 11 базовых техник, Омори Масамицу вновь был удостоен милости своего учителя.
Это сближение Хасэгавы и Масамицу имело большое значение на будущее их искусства, так как Омори впоследствии обучал своим собственным наработкам многих студентов своего учителя. Среди них были 9-й и 11-й сокэ Хасэгава Эйсин-рю, Хаяси Рокудаю Моримаса и Огуро Мотоэмон Киёкацу соответственно. Благодаря этому его техники были переняты обеими филиалами и внедрены в более поздние школы, такие как Мусо Дзикидэн Эйсин-рю и Мусо Синдэн Эйсин-рю (прародитель стиля Мусо Синдэн-рю), где они и преподаются в настоящее время на начальном уровне (сёдэн).